# RiRi
RiRi – singel polskiego piosenkarza i rapera White’a 2115, wydany w czerwcu 2022 roku przez wytwórnię SBM Label, pochodzący z albumu Pretty Boy.
Singel dotarł do 33 miejsca listy sprzedaży OLiS. Został wyprodukowany przez Palm Money.
W grudniu 2024 nagranie uzyskało certyfikat diamentowej płyty.
Za mix/mastering utworu odpowiadał DJ Johny.

## Twórcy
- White 2115 – słowa[1][2]
- DJ Johny – miksowanie, mastering[1][2]
- Palmmanny – produkcja[1]